# 四日市テニスセンター

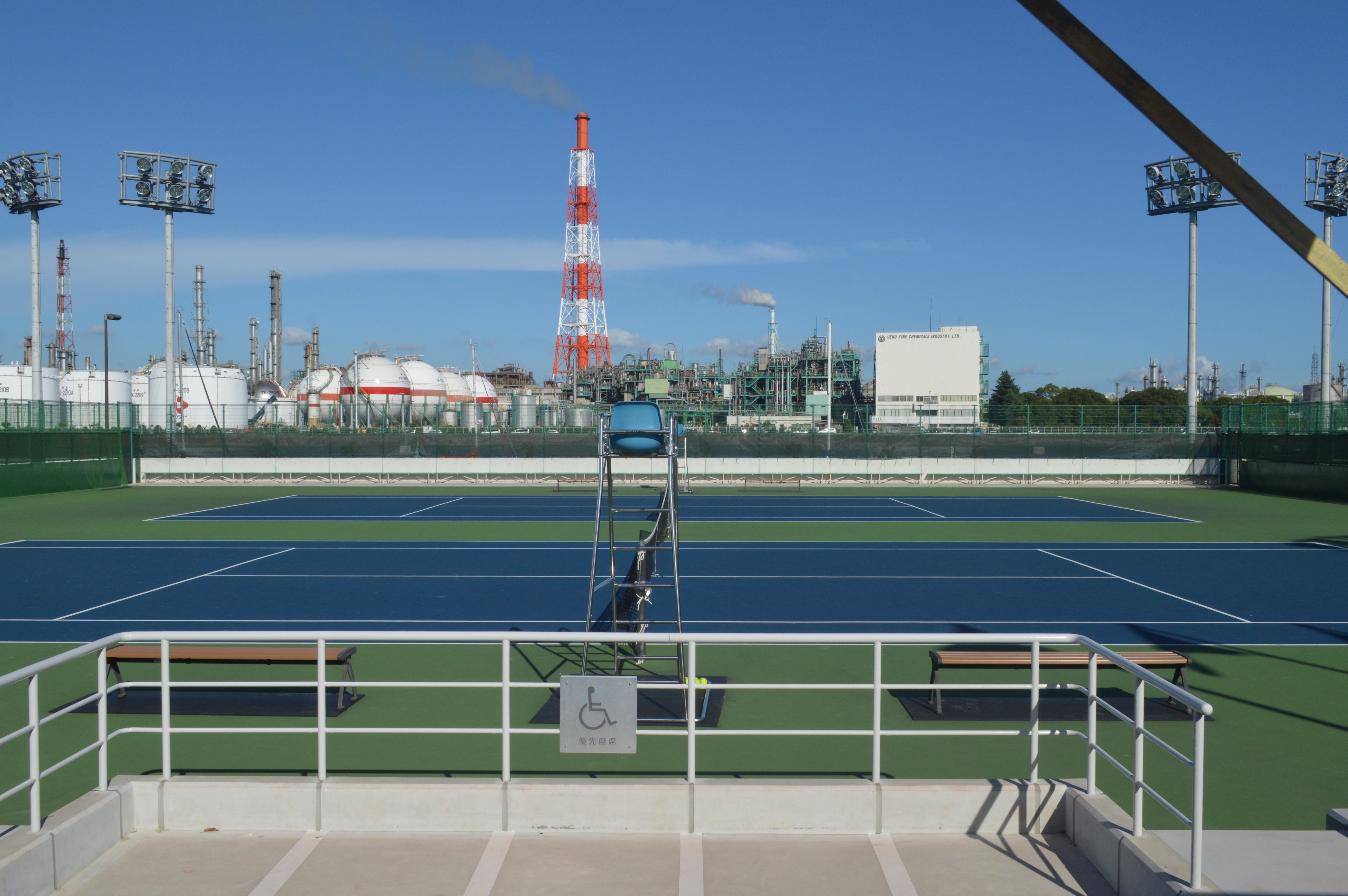
西側から望む屋外コート。遠景は四日市コンビナート（霞ヶ浦地区）

四日市テニスセンター（よっかいちテニスセンター）は、三重県四日市市羽津甲の霞ケ浦緑地運動施設にあるテニスコートである。

## 概要
ハードコート16面（屋外8面、屋根付き8面）を持つ。近隣にある四日市ドームや三滝テニスコートを合わせると42面となり、日本最大のテニスエリアを形成する。

## 沿革
老朽化と耐震性の問題から2013年（平成25年）12月に閉館したオーストラリア記念館の跡地を利用して、2018年（平成30年）5月25日に「霞ヶ浦テニスコート」の名称で開場した。開場当日は、四日市市長の森智広や、衆議院議員で三重県テニス協会会長でもある川崎二郎らがテープカットを行った。同年夏の平成30年度全国高等学校総合体育大会（2018 彩る感動 東海総体）では競技会場の1つとなった。
2019年（平成31年）1月1日に四日市テニスセンターに改称した。2019年（令和元年）8月には国際テニス大会（ATPチャレンジャーツアー）の四日市チャレンジャーを初開催した。

## 特徴
サーフェスは、全米オープンの会場（USTAビリー・ジーン・キング・ナショナル・テニス・センター）と同じ素材を利用している。